# Joseph Grueter
Joseph Grueter CMM (* 4. Dezember 1896 in Ruswil, Schweiz; † 2. März 1976) war ein Schweizer Missionar und römisch-katholischer Bischof von Umtata in Südafrika.

## Leben
Am 29. Juni 1927 wurde Grueter für die Mariannhiller Missionare zum Priester geweiht. Am 3. April 1941 wurde er zum Apostolischen Vikar und gleichzeitig zum Titularbischof von Badiae ernannt. Die Bischofsweihe empfing er am 22. Mai 1941 durch den Apostolischen Delegaten in Südafrika Erzbischof Bernhard Adriaan Gijlswijk OP. Mitkonsekratoren waren der Apostolische Vikar von Natal Henri Delalle OMI. Am 11. Januar 1951 wurde Grueter mit Erhebung des Apostolischen Vikariats zur Diözese zum ersten Diözesanbischof von Umtata ernannt. Dieses Amt übte er bis zum 26. September 1968 aus. Zu diesem Zeitpunkt wurde er zum Titularbischof von Ammoniace ernannt. Am 3. März 1971 wurde er emeritiert. 